# Звенигородское княжество (удел Галицкого)

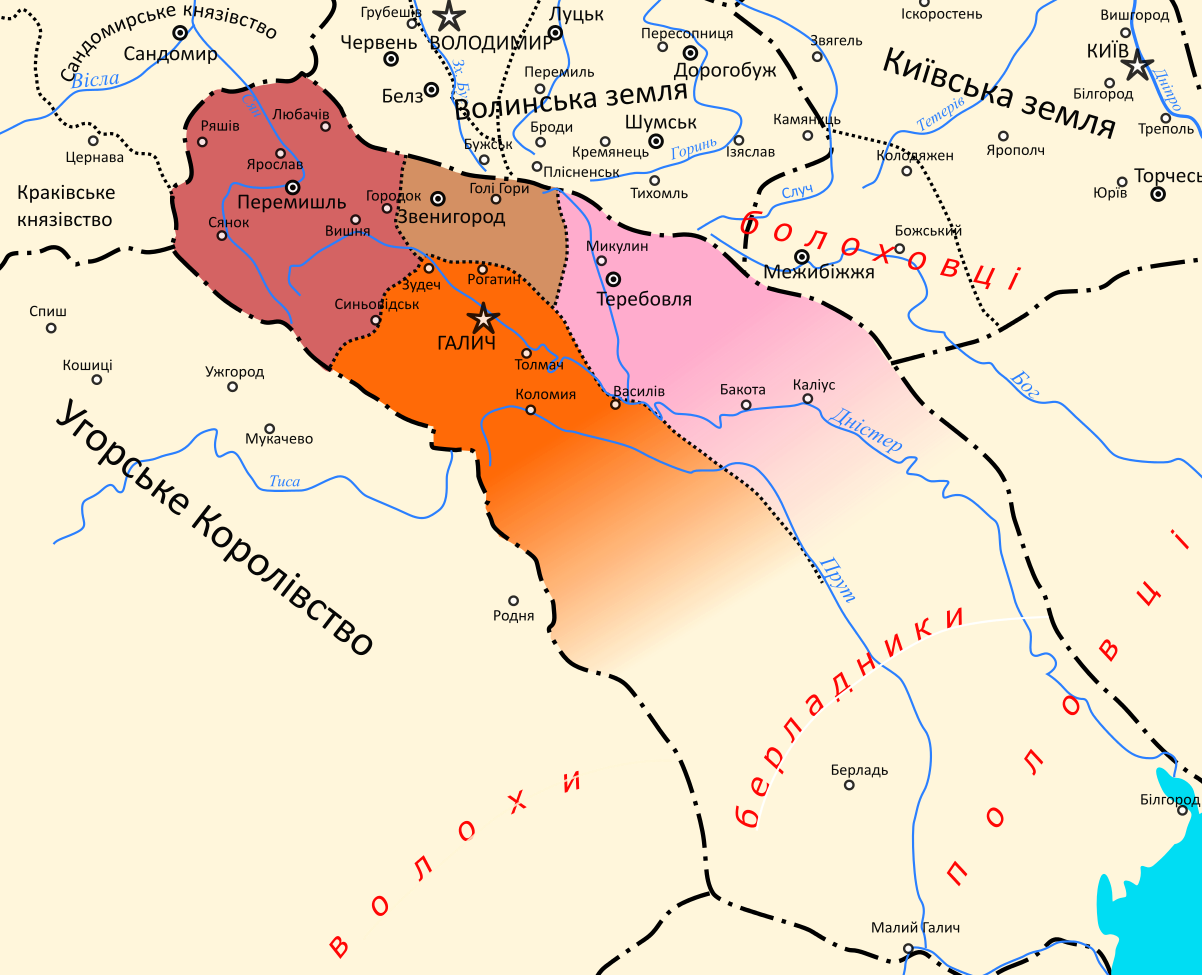
Звенигородское княжество в составе Галицкого княжества

Звенигородское княжество — удельное княжество на Руси, существовавшее в XI—XIII веках на западе современной Украины. Центр — г. Звенигород.

## История
Выделилось вместе с Перемышльским и Теребовльским княжествами из Волынского под властью старшей ветви потомков Ярослава Мудрого. В походе на Звенигород погиб Ярополк Изяславич волынский в 1086 году. Первым звенигородским князем был Володарь Ростиславич (1086—1092).
В 1124 года вместе с Перемышльским княжеством было под властью сыновей Володаря. В 1125—1126 годах звенигородский князь Владимир при помощи венгерского короля боролся против своего брата Ростислава Перемышльского, поддержанного их двоюродными братьями Васильковичами теребовльскими и Мстиславом Киевским. После смерти Ростислава в 1128 году Владимир перешёл в Перемышль, а в Звенигороде вокняжился Иван Ростиславич.
В 1140 году с объединением перемышльского и теребовльского княжеств в единое Галицкое Звенигородское княжество стало его уделом. В 1144 году при поддержке части галицких бояр звенигородский князь Иван Ростиславич попытался свергнуть с галицкого престола своего дядю и был изгнан, после чего Звенигород несколько десятилетий не имел особых князей.
После пресечения первой галицкой династии в объединённое (с 1199 года) Галицко-Волынское княжество были приглашены сыновья Игоря Святославича новгород-северского. Звенигородский престол занял Роман Игоревич (после того, как вынужден был уступить Галич старшему, Владимиру, 1210 год). В 1211 году под Звенигород пришло объединённое венгро-польско-волынское войско, двигающееся на Галич, чтобы посадить там на княжение малолетних сыновей Романа Мстиславича. Пришедшие на помощь осаждённому городу половцы и сын галицкого князя Изяслав были разбиты на реке Лютой, тогда Роман покинул город и вскоре был захвачен союзниками, а город сдался.
В 1349 году и окончательно с 1392 года территория княжества была захвачена Польшей.